# Felix Grüneberg
Felix Johannes Erdmann Grüneberg (* 8. März 1876 in Stettin, Provinz Pommern; † 15. November 1945 in Watenstedt-Salzgitter) war ein deutscher Orgelbauer in Finkenwalde bei Stettin.

## Leben
Felix Grüneberg setzte die Tradition der Familie fort, die seit 1782 Orgelbauer in Stettin waren. Der Vater Barnim Grüneberg war der bedeutendste Orgelbauer im nordostdeutschen Raum in seiner Zeit und baute etwa 500 Orgeln neu oder um. Die Mutter war Clara, geborene Müller.
Felix lernte beim Vater und übernahm ab etwa 1905 die Leitung der Werkstatt in der Domstraße 24 in Stettin.
1906 wurde eine neue Orgelbau-Anstalt in Finkenwalde bei Stettin in der Langen Straße 61 (heute ul. Batalionów Chłopskich 61) gebaut, mit einer großen Montagehalle, mehreren Werkstätten und einem Wohnhaus, das als einziges davon bis heute erhalten ist.
Nach dem Tod des Vaters 1907 war er der Verantwortliche für die Orgelbauherstellung, die Firma blieb zunächst im Besitz der Mutter Clara Grüneberg, seit 1911 beim Bruder Georg.
Die Orgelbau-Anstalt B. Grüneberg hatte bis zu 65 Mitarbeiter und baute etwa 300 Orgeln neu oder um.
Felix Grüneberg war nach 1933 Mitglied der NSDAP, rettete aber einigen jüdischen Mitarbeitern nach Aussagen seines Enkels das Leben, indem er sie auf die Dörfer zu Arbeiten schickte.
Im März 1945 verließ die Familie Stettin. Felix Grüneberg starb Ende des Jahres in Watenstedt.
Der Sohn Barnim Albert Bogislaw Grüneberg (* 13. April 1914 in Stettin; † 24. Mai 1963 in München) lernte beim Vater und in Frankreich und war seit 1935 in der Werkstatt mit tätig. Seit 1946 war er in Greifswald als Orgelbauer und reparierte dort viele Orgeln auch der Vorfahren, die dadurch erhalten blieben.